# ベティ・トゥーンズ
ベティ・トゥーンズ「Betty Toons」は、 フェルナンド・ガイタン原作であるオペラドラマ「ベティ〜愛と裏切りの秘書室」を基本に制作されたコロンビアのアニメ作品であり、2002年にRCNで放送された。
1999年に2001年までこのテレノベラが大ヒットした後、RCNTelevisiónによるアニメシリーズの制作のアイデアが浮上し、シリーズはオンエアで1年間続いた。
録音は、エルナン・ザジェックとマリベル・エケベリアが担当。 音楽監督はファンチョ・プリドによるもので、ロジスティックスはポーラ・アレナスが担当。

## あらすじ
漫画版では誰もが同じ学校に通う子供時代の主人公の時代を再現し、ビアトリスピンソンまたはベティ、アルマンドメンドーサ、「ラペリテニダ」、マルチェラバレンシア、ヘッドストーカーグティエレスらがスタッフ。 
コロンビアのアニメシリーズがカートゥーンネットワークのサブスクリプションテレビチャンネルに販売されるのはこれが初めてのこと。 

## キャスト
| キャラクター                   | 声優                           |
| ------------------------------ | ------------------------------ |
| ベティ・フィンチ               | アレハンドラ・ボテロ           |
| ニコラス・モラ                 | アンドレス・ロペス             |
| グティエレス教授               | アルベルト・レオン・ハラミロ   |
| アルマンドメンドーサ           | フアン・ガビリア               |
| マルセラ・バレンシア           | マルセラ・ヒメネス             |
| パトリシア・フェルナンデス     | ジュリアナボテロ               |
| マリオ・カルデロン             | マルタ・ノリエガ               |
| オーラマリアフエンテス         | ライトアンパロアルバレス       |
| ソフィア・ロペス               | ライトアンパロアルバレス       |
| ベルタ・ムニョス               | マルタ・アラウージョ           |
| ジュリアソラノデピンソン       | マルタ・アラウージョ           |
| エルメスフィンチ               | ホセ・オルドネス               |
| サンドラ・パティーニョ         | マーサ・ギネス・リンコン       |
| マリアナ・バルデス             | ジョバンナ・ベルナル           |
| ダニエル・バレンシア           | アンドレス・ロペス             |
| フレディ                       | アンドレス・ロペス             |
| ニコラスの母、ドニャ・ニコラサ | マリア・メルセデス・ムリーリョ |